# Schalchen (Horní Rakousy)
Schalchen je obec v okrese Braunau v rakouské spolkové zemi Horní Rakousy.

## Geografie
Schalchen leží v oblasti Innviertel. Přibližně 56 % rozlohy obce tvoří lesy a 39 % zemědělská půda.